# John D. Hickerson

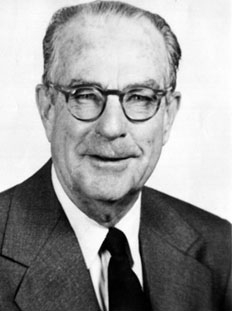
John D. Hickerson

John Dewey Hickerson (* 26. Januar 1898 in Crawford, Texas; † 18. Januar 1989 in Bethesda, Maryland) war ein US-amerikanischer Diplomat, der unter anderem zwischen 1949 und 1953 Assistant Secretary of State for International Organization Affairs, von 1955 bis 1959 Botschafter in Finnland sowie zwischen 1960 und 1961 Botschafter auf den Philippinen war.

## Leben
Hickerson leistete nach dem Schulbesuch seinen Militärdienst in der US Army, nachdem den Kriegseintritt der USA in den Ersten Weltkrieg am 6. April 1917. Nach Kriegsende absolvierte er ein grundständiges Studium an der University of Texas, das er 1920 mit einem Bachelor of Arts (B.A.) abschloss. 1920 trat er in den auswärtigen Dienst (Foreign Service) ein und war anfangs Vizekonsul in Tampico und anschließend von 1922 bis 1924 Vizekonsul an der Botschaft in Brasilien. Anschließend fungierte er zwischen 1924 und 1925 als Konsul in Pará sowie von 1925 bis 1927 als Konsul an der Botschaft in Kanada.
Nach seiner Rückkehr zwischen 1928 und 1940 war Hickerson stellvertretender Leiter des Referats Westeuropa im Außenministerium in Washington, D.C. sowie zugleich zwischen 1934 und 1941 Mitglied des Berufungs- und Prüfungsausschusses des Außenministeriums. Während des Zweiten Weltkrieges war er von 1940 bis 1946 Sekretär des US-amerikanischen Anteils des Gemeinsamen Verteidigungsausschusses der USA und Kanada sowie 1944 Leiter des Referats für das British Commonwealth of Nations im Außenministerium. Anschließend fungierte er zwischen 1944 und 1947 als stellvertretender Leiter sowie danach von 1947 bis 1949 als Leiter des Referats für Europäische Angelegenheiten im Außenministerium.
Am 6. Juli 1949 wurde Hickerson als Assistant Secretary of State for International Organization Affairs als Nachfolger von Dean Rusk Leiter des Referats für Angelegenheiten von Internationalen Organisationen im Außenministerium und bekleidete diese Funktion bis zu seiner Ablösung durch Robert D. Murphy am 28. Juli 1953. Nachdem er von 1953 bis 1955 Berater des National War College (NWC) war, wurde er als Nachfolger von Jack K. McFall am 23. November 1955 Botschafter in Finnland und bekleidete dieses Amt bis zum 3. November 1959, woraufhin am 28. November 1959 Edson O. Sessions die dortige Nachfolge antrat.
Zuletzt löste Hickerson Charles E. Bohlen am 13. Januar 1960 als Botschafter auf den Philippinen ab und verblieb auf diesem Posten bis zu seinem Eintritt in den Ruhestand am 8. Dezember 1961. Am 5. Februar 1962 trat William E. Stevenson seine Nachfolger als Botschafter an.
Hickerson, der an Krebs verstarb, war verheiratet und Vater eines Sohnes.

## Veröffentlichung
- The phony „peace offensive“, Department of State, Washington, D.C., 1951